# 韋克菲爾德 (新罕布什爾州)
韋克菲爾德（英語：Wakefield）是一個位於美國新罕布什爾州卡羅爾縣的鎮。

## 人口
根據2020年美國人口普查的數據，韋克菲爾德的面積為116.30平方千米，當中陸地面積為102.60平方千米，而水域面積為13.60平方千米。當地共有人口5201人，而人口密度為每平方千米45人。